# Gladys Guaipo
Gladys Guaipo (18 de juny de 1954) és una política veneçolana, diputada de l'Assemblea Nacional per la representació indígena de la Regió Orient del país pel partit Acción Democrática. Guaipo pertany a l'ètnia cumanagoto.

## Carrera
Guaipo pertany a l'ètnia cumanagoto i va treballar al Ministeri d'Educació de Veneçuela fins a febrer de 2012. Va ser electa com a diputada per la Assemblea Nacional per la representació indígena de la Regió Orient del país (pels estats Anzoátegui, Bolívar, Delta Amacuro, Monagas i Sucre) per al període 2016-2021 en les eleccions parlamentàries de 2015, en representació de la Mesa de la Unidad Democrática i pel partit Acción Democrática.
Guaipo va presidir la Comissió Permanent de Pobles Indígenes per al període 2018-2019. També ha participat en la Comissió Mixta de Creació de la Zona de Desenvolupament Estratègic Nacional Arc Miner de l'Orinoco.